# Matthew Karnitschnig

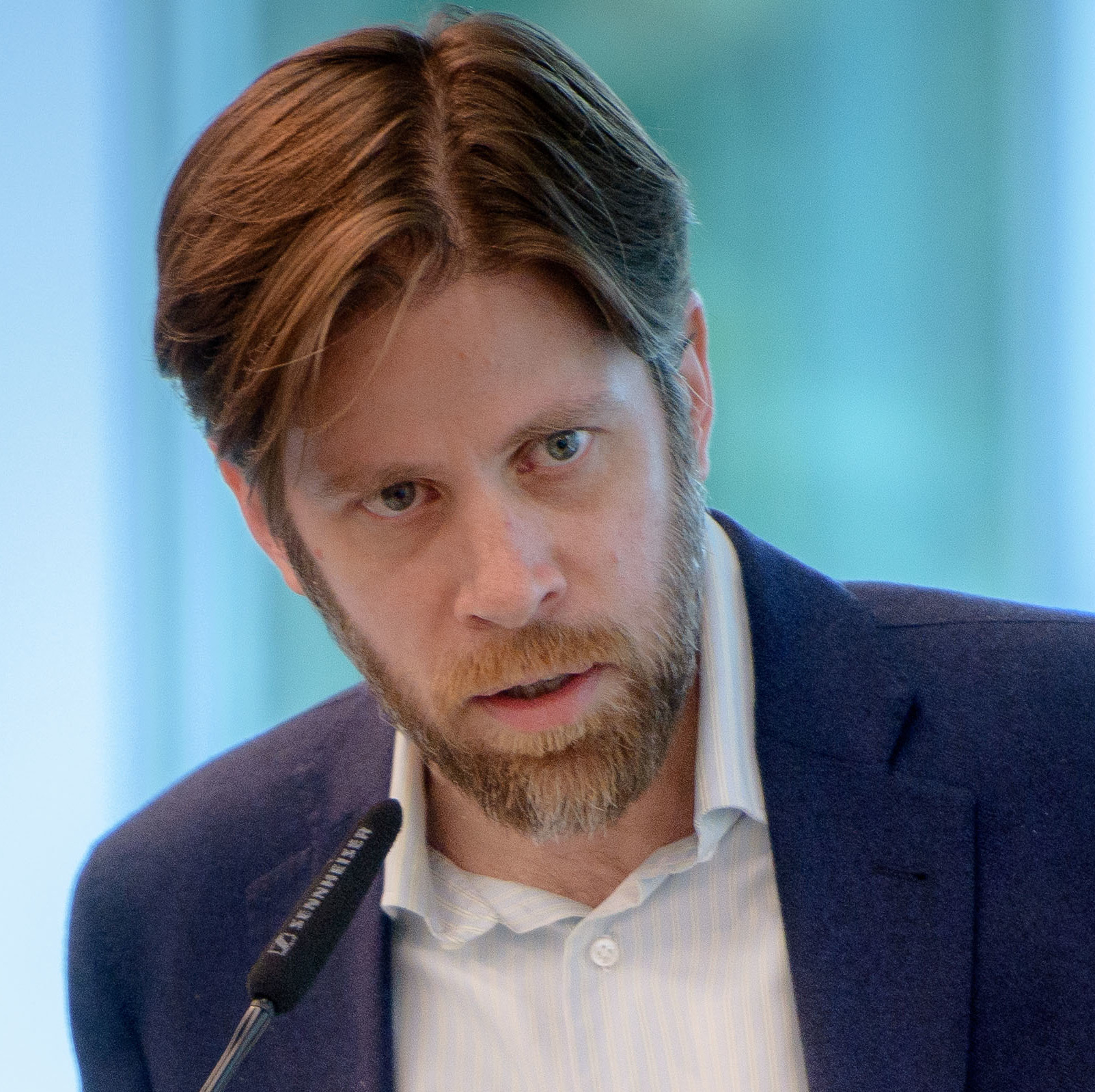
Matthew Karnitschnig, 2017

Matthew Helmut Karnitschnig (* 1972 in Paradise Valley) ist ein österreichisch-US-amerikanischer Journalist.

## Leben
Karnitschnig wuchs als Sohn eines österreichischen Vaters und einer US-amerikanischen Mutter in Arizona auf. Seine Familie hat Wurzeln in der Südsteiermark und er besitzt sowohl die österreichische als auch die US-amerikanische Staatsbürgerschaft.
Bereits während der High School arbeitete er als Reporter für die Phoenix Gazette. Er machte seinen Bachelor am Hampden-Sydney College in Virginia und seinen Masterabschluss an der Columbia University. 

## Berufliche Karriere
Seine berufsmäßige journalistische Karriere begann bei der Lokalzeitung Kinston Free Press in North Carolina. Danach war er Reporter und Redakteur für Bloomberg, Reuters und Business Week.
Danach wechselte er zum Wall Street Journal, wo er Chief Mergers & Acquisitions Reporter sowie Chefreporter wurde. 2009 wurde Karnitschnig Bürochef in Deutschland für das Wall Street Journal mit Sitz in Berlin.
Mit dem Start des europäischen Ablegers des US-Portals Politico mit dem Axel-Springer-Konzern im April 2015 wurde er Chef des Deutschland-Büros von Politico.eu in Berlin, wo er Chief Europe Correspondent wurde. 2024 wurde bekannt, dass Karnitschnig Anfang 2025 Chefredakteur von Euractiv wird.
In deutschen Talkshows wie Hart aber fair und dem Presseclub war er mehrfach zu Gast.